# Polittico della Trinità
Il polittico della Trinità è dipinto a tempera su tavola realizzato da Giovanni Marinoni con il figlio Antonio e conservato sull'altare maggiore del presbiterio della chiesa della Santissima Trinità.

## Storia
Il polittico è posto sul presbiterio della chiesa di Casnigo anche se non ha sempre avuto questa collocazione. La chiesa della Trinità fu probabilmente edificata nella seconda metà del XV secolo come risulterebbe dai molti ex voto datati dal 1491 al 1518. L'affresco che presente la datazione è la Trinità con i santi Lucia, Defendente e Caterina d'Alessandria datato 1511,  del medesimo periodo risalirebbe il polittico con una datazione presumibilmente di poco precedente il 1511, quindi eseguito sicuramente a più mani dai pittori della famiglia di Desenzano al Serio.
L'icona viene citata negli atti della visita pastorale di san Carlo Borromeo del 1575 che descrivono il presbiterio ornato da una  iconam pulchram, mentre l'altare dedicato alla Madonna ornato da un iconam picta in pariete. Si considera quindi che al momento della visita pastorale l'opera fosse posizionata sull'altare maggiore, per essere successivamente spostato sulla parete settentrionale accanto al pulpito, e ritornato sul presbiterio nel 1968 dopo i restauri della chiesa.
Tra i numerosi affreschi presenti nella chiesa, alcuni sono riconducibili alla medesima bottega marinoniana come l'affresco della Trinità con Madonna di Loreto con i santi Giovanni Battista, sant'Agostino, san Rocco e san Girolamo di assonanza varininesca, mentre altri sono sicuramente riconducibili ad artisti presenti sul territorio ma di difficile assegnazione.
L'opera fu restaurata nel 2000 con l'intera struttura della chiesa e degli arredi al suo interno, restauro curato dall'architetto Gualtiero Azzonica di Sorisole.

## Descrizione

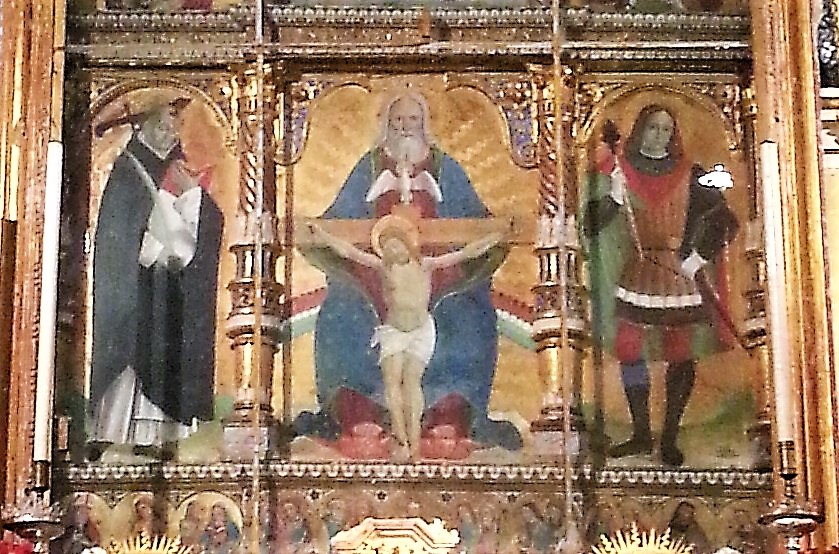
Polittico della Trinità-registro inferiore

Il polittico si divide in tre parti poste su due registri. In quello superiore centrale è raffigurata la Madonna del Latte, laterale in alto in due cerchi l'angelo annunziatore e la Madonna e la raffigurazione di san Giovanni Battista e santo Stefano. Sul registro inferiore vi è la raffigurazione centrale della santissima Trinità nella classica rappresentazione detta Trono di Grazia, con la raffigurazione di Dio che regge Cristo in croce, tra loro la nivea columba, immagine doveva avvicinare il fedele al dogma di Dio uno e trino. A fianco l'immagine di san Pietro da Verona e san Defendente. Il polittico raffigura tutti i santi protettori della devozione popolare. Nella predella vi è l'immagine anche di san Rocco, protettore dalle malattie infette come la peste con san Sebastiano. Il polittico è quindi una rappresentazione molto simile a quelle presenti sul territorio, come quella di san Defendente che si ripete anche sugli affreschi ex voti posti sulle pareti laterali con quella della Trinità. 

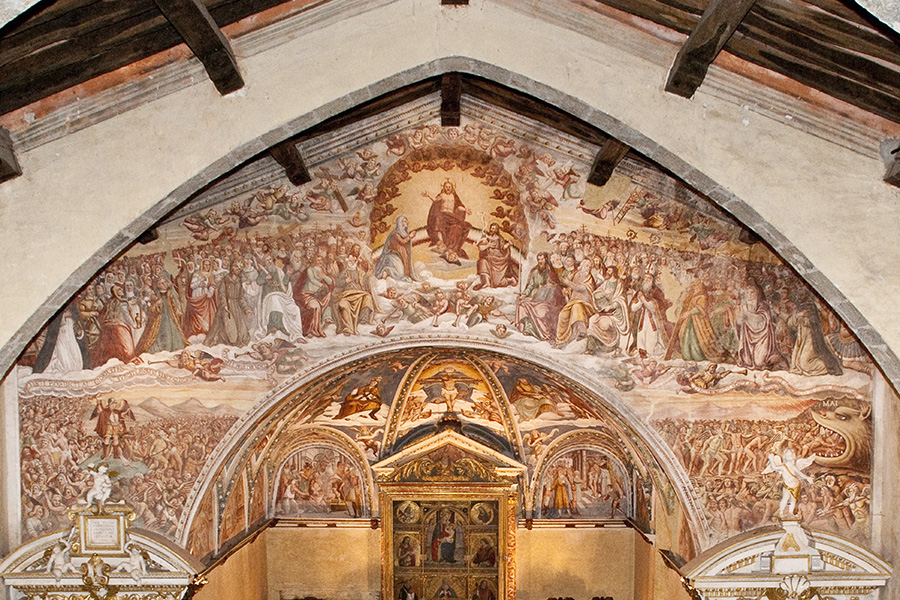
Giudizio universale e Polittico della Trinità

La raffigurazione di santi è tipica della bottega marinoniana di vicinanza alla scuola veneta del Vivarini in particolare nell'immagine di santo Stefano anche se quasi incorporeo nella pesante dalmatica che per rigidità della posa, nel gesto di trattenere la palma del martirio con le dita affusolare lo avvicinano a sant' Apollonia conservata nel Museo Adriano Bernareggi. San Defendente ha assonanza con la tavola di sant'Alessandro conservata nella sagrestia della chiesa di Sant'Alessandro in colonna, così come vi è famigliarità tra san Pietro da Verona raffigurato nell'atto di leggere in un modo sicuramente poco naturale, e l'Alberto carmelitano sempre della chiesa di Bergamo, una certa familiarità si coglie anche con l'immagine di santa Caterina d'Alessandria, tavola conservata presso la sagrestia della chiesa di Sant'Alessandro della Croce. Ma l'alto livello artistico della rappresentazione del suo volto, lo avvicinano a sant'Alberto carmelitano presente nel polittico di San Pietro.